# Бад-Мускау
Бад-Му́скау или Му́жаков (нем. Bad Muskau [ˌbaːt ˈmʊskaʊ], в.-луж. Mužakowо файле, пол. Mużaków) — город в Германии, в земле Саксония. Подчинён административному округу Дрезден. Входит в состав района Гёрлиц. Подчиняется управлению Бад-Мускау. Расположен на реке Ниса-Лужицкая, по которой с 1945 года проходит немецко-польская граница, на противоположном берегу находится польский город Ленкница.
Население составляет 3686 человек (на 31 декабря 2019 года). Занимает площадь 15,35 км². Официальный код — 14 2 84 010.

## Административное деление
Город подразделяется на 2 городских района:
- Бад-Мускау с бывшим сельским населённым пунктом Берг (Гора).
- Кёбельн (Кобелин).

## История
Впервые упоминается в 1245 году в латинских личных именах «Berold et Thidricus de Muschow» (Берольд и Тидрик из Мушова).
Исторические немецкие наименования:
- Berold et Thidricus de Muschow, 1245
- Muzcowe, 1258
- semita que dicitur Muscatensis, 1268
- Muschowe, 1307
- Musechow, 1315
- Muskow, 1361
- Muskaw, 1380
- Moskaw, 1390
- Muska, 1405
- Muskaw, 1552

## Население
Численность на 31 декабря 2019 года составляла 3686 человек.
Официальным языком в Бад-Мускау, помимо немецкого, является лужицкий. В Бад-Мускау ранее был распространён мужаковский диалект верхнелужицкого языка, который являлся переходным диалектом между верхнелужицким и нижнелужицким языками.
Входит в состав культурно-территориальной автономии «Лужицкая поселенческая область», на территории которой действуют законодательные акты земель Саксонии и Бранденбурга, содействующие сохранению лужицких языков и культуры лужичан.
Согласно статистическому сочинению «Dodawki k statisticy a etnografiji łužickich Serbow» Арношта Муки в 1884 году в деревне проживало 3000 жителей (из них — 403 лужичан (13 %)).
Лужицкий демограф Арношт Черник в своём сочинении «Die Entwicklung der sorbischen Bevölkerung» указывает, что в 1956 году при общей численности в 5884 жителей серболужицкое население деревни составляло 1,2 % (из них 26 взрослых владели активно верхнелужицким языком, 33 взрослых — пассивно; 9 несовершеннолетних свободно владели языком).
| 1825 | 1871 | 1885 | 1905 | 1925 | 1939 | 1946 | 1950 | 1964 | 1990 | 2000 | 2011 | 2019 |
| ---- | ---- | ---- | ---- | ---- | ---- | ---- | ---- | ---- | ---- | ---- | ---- | ---- |
| 1320 | 2840 | 3171 | 4077 | 4735 | 5025 | 5122 | 5804 | 5233 | 4268 | 4099 | 3736 | 3686 |

## Достопримечательности
Всемирную известность город получил благодаря князю Герману фон Пюклеру-Мускау, который разбил вокруг своего имения красивейший ландшафтный парк, ставший уникальным шедевром ландшафтно-архитектурного искусства. Парк князя Пюклера в Бад-Мускау входит в Список Всемирного наследия ЮНЕСКО. В замке находится крупный дворцово-замковый комплекс.